# Молев, Александр Осипович
Алекса́ндр О́сипович Молев (15 августа 1921 — 8 июля 1944) — советский лётчик-штурмовик, командир эскадрильи 33-го гвардейского штурмового авиационного полка, (3-й гвардейской штурмовой авиадивизии, 1-го смешанного авиакорпуса) гвардии старший лейтенант, Герой Советского Союза, совершил 529 боевых вылетов на бомбардировку и штурмовку железнодорожных эшелонов, скоплений войск противника, лично сбил вражеский бомбардировщик.

## Биография
Александр Молев родился 15 августа 1921 года в деревне Истомино ныне Балахнинского района Нижегородской области в семье рабочего. Русский. Обучался в городе Дзержинске, окончил десятилетку и аэроклуб.
С 1940 года вступил в ряды Красной Армии, направлен в Энгельсскую военно-авиационную школу пилотов, окончил её в 1941 году, был оставлен в ней в качестве инструктора.
В марте 1942 года направлен в действующие войска, получил под командование эскадрилью штурмовиков 33-го гвардейского штурмового авиационного полка. В 1943 году стал членом коммунистической партии. Участвовал в боях в Псковской области и в Белоруссии.
В октябре 1943 года группа штурмовиков гвардии лейтенанта Молева по наводке пехоты уничтожила скопление вражеских войск в лесу у шоссе Невель — Великие Луки. В том числе было сожжено 6 танков, 12 автомашин, разбито 4 артиллерийских орудия.
В апреле 1944 года, возвращаясь с воздушной разведки, гвардии лейтенанты Мосин и Молев встретились с восьмеркой Ю-87. В воздушном бою три немецких бомбардировщика были сбиты.
8 июля 1944 года возвращавшийся с боевого задания Ил-2 гвардии старшего лейтенанта Молева при возвращении был подбит зенитной артиллерией в районе 2 километра восточнее села Мацеев (Волынская область), лётчик погиб. В 1952 году из первичного места захоронения перенесен в братскую могилу при въезде в поселок Луков, ныне Волынской области.

## Награды
- Указом Президиума Верховного Совета СССР от 26 октября 1944 года за образцовое выполнение боевых заданий командования на фронте борьбы с немецкими захватчиками и проявленные при этом отвагу и геройство командиру эскадрильи 33-го гвардейского штурмового авиационного полка 3-й гвардейской штурмовой авиационной дивизии 1-го смешанного авиационного корпуса 6-й Воздушной армии гвардии старшему лейтенанту Молеву Александру Осиповичу присвоено звание Героя Советского Союза посмертно;
- орден Ленина;
- два ордена Красного Знамени;
- орден Отечественной войны 1-й степени;
- орден Красной Звезды;

## Память
В октябре 1983 года памятник Александру Молеву (бюст) установлен у здания школы № 10 города Дзержинска.